# Pedra Formosa

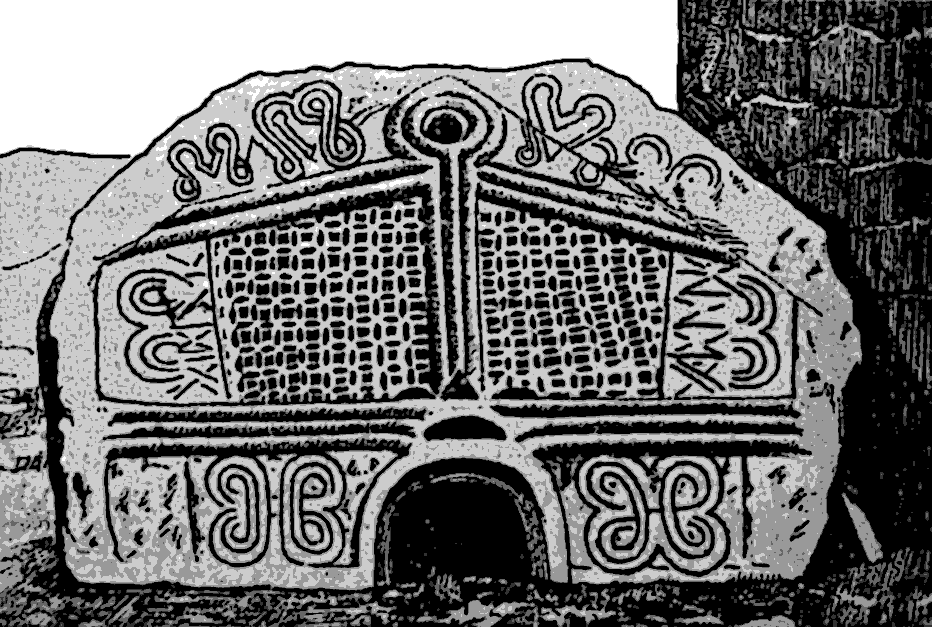
Pedra Formosa von Sabroso

Die Pedra Formosa (deutsch „Schöner Stein“) im Norden Portugals sind ein Merkmal der Castrokultur. Die Steinkompositionen tragen oft umfangreiche stilisierte Gravierungen auf der Frontseite.
Die Monumente bestehen aus einer Vorhalle mit einer runden Kammer mit Kraggewölbe (und Feuerspuren) und der eigentlichen Pedra Formosa, einem bedachten Raum aus Steinplatten. Der Zugang ins Innere des Bauwerks ist stets niedrig und eng. Die Monumente werden zumeist am Rand von Siedlungen gefunden, mitunter an der äußeren Mauer, in anderen Fällen, wie bei der Citânia de Sanfins, bei Paços de Ferreira auch außerhalb der Mauern. Die West-Ost ausgerichteten Anlagen wurden als Gräber, Ort von Übergangs- oder Fruchtbarkeitsriten, Öfen oder Saunas gedeutet.

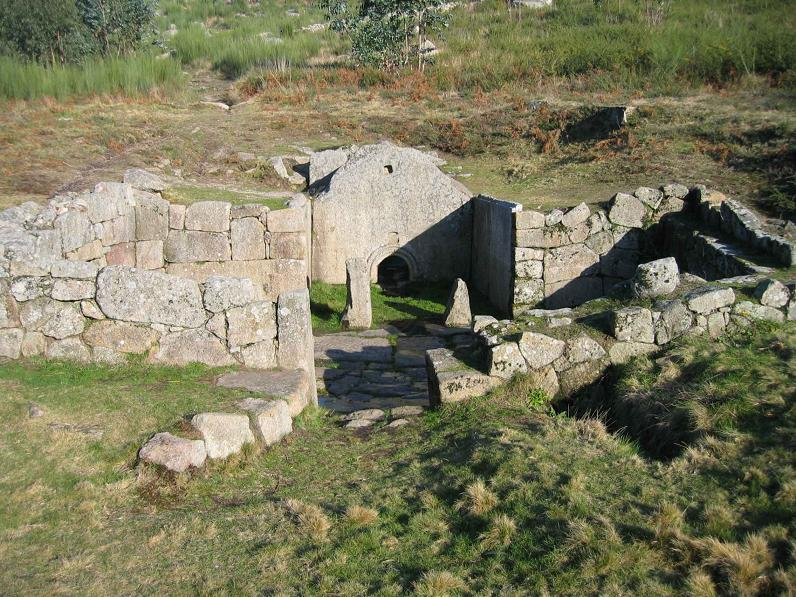
Sanfins
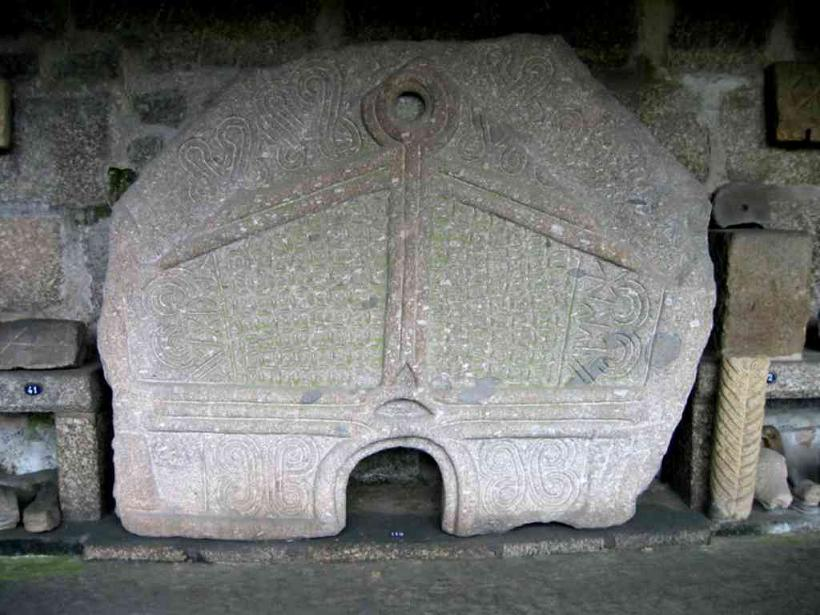
Briteiros
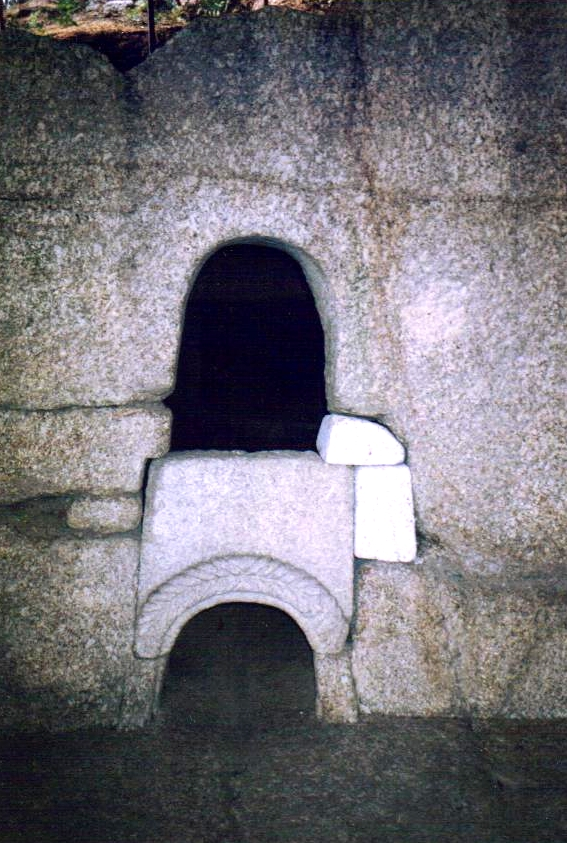
Freixo/Tongobriga
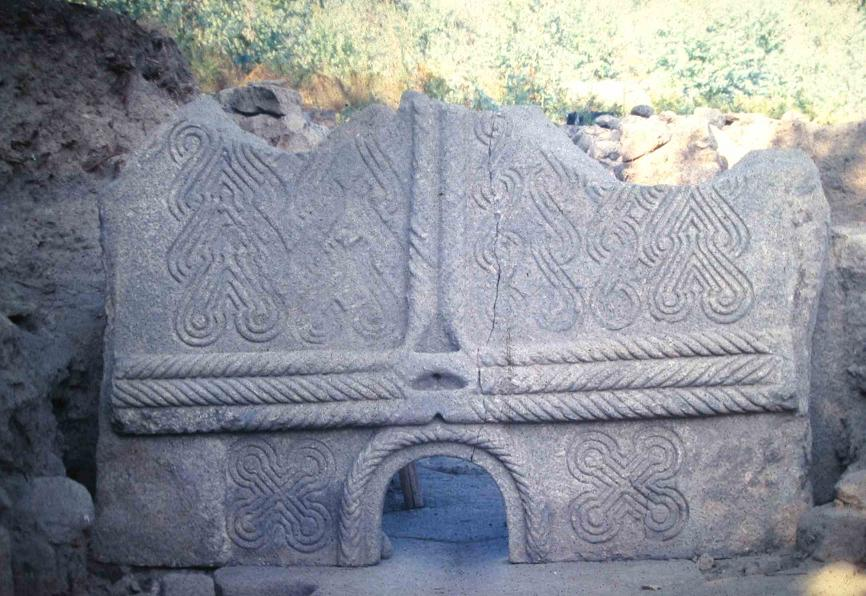
Castro das Eiras
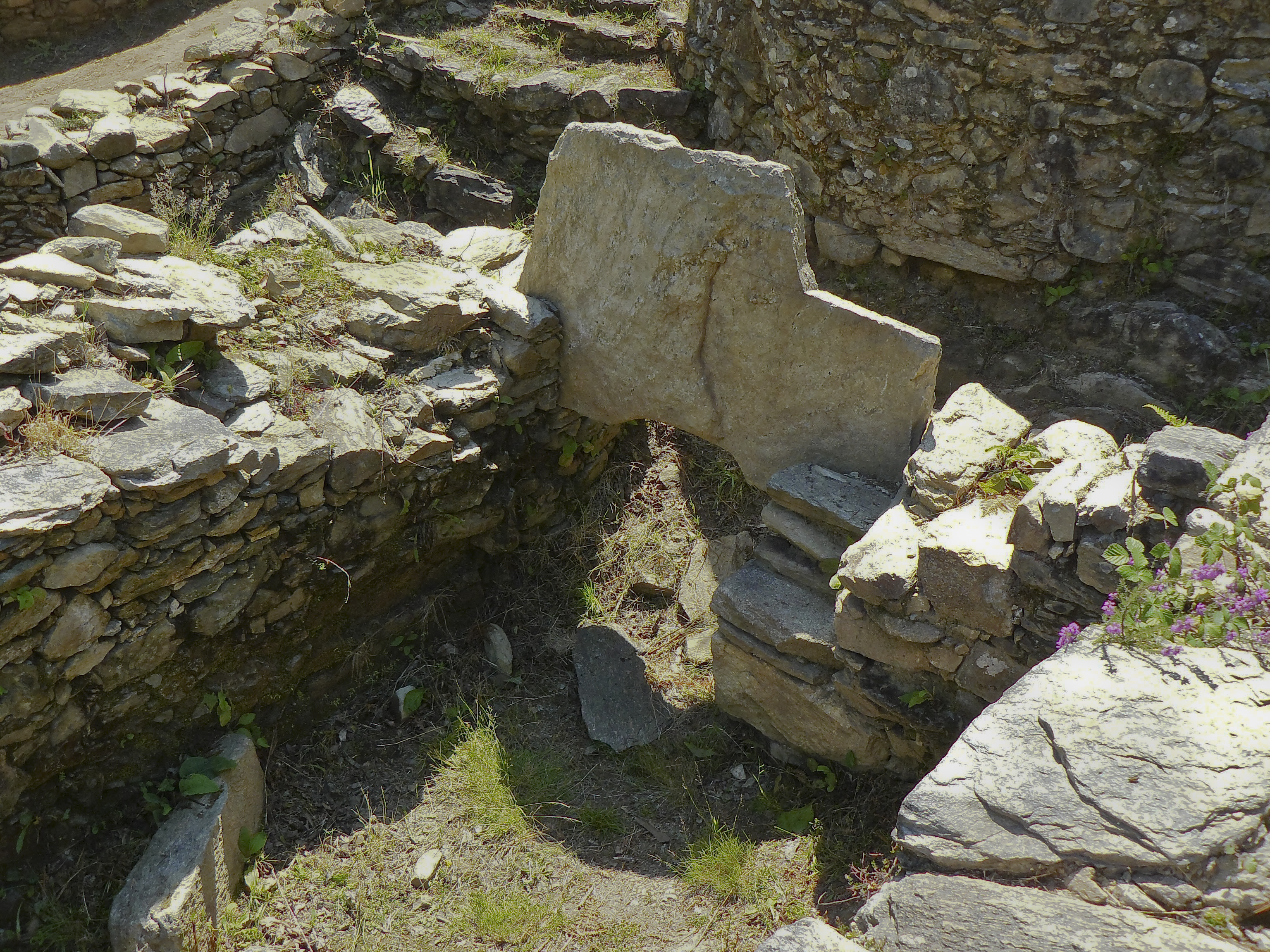
Castro de Borneiro
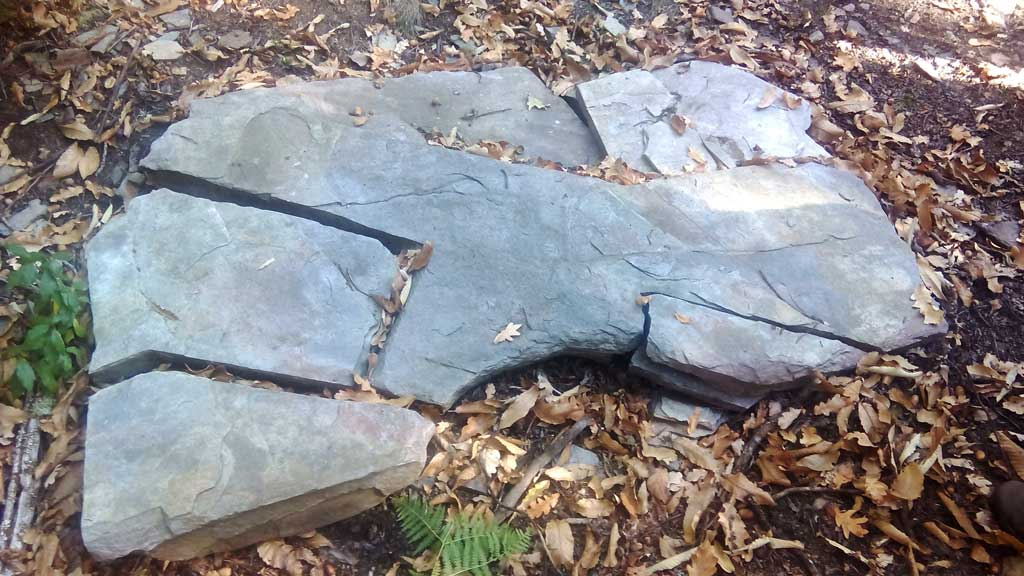
Castro de Castañoso, A Fonsagrada, Lugo

Bekannt wurden die sämtlich in der Nähe von Braga und Porto gelegenen Monumente:
- Citânia de Briteiros (von F. Martins Sarmento im 19. Jahrhundert ergraben)
- Citânia de Sanfins
- Santa Maria de Galegos/Barcelos
- Freixo, (Tongobriga)